# Psalidognathus friendii
Psalidognathus friendii is een keversoort uit de familie van de boktorren (Cerambycidae). De wetenschappelijke naam van de soort werd in 1831 gepubliceerd door George Robert Gray.